# Monaco (字体)
Monaco是一個無襯線等寬字體，由美國的蘇珊·卡爾與克莉絲·荷姆斯於1983年創造。Monaco被選為Mac OS X的內建字體之一，因為具有美觀與容易辨識的優點，常作為電腦指令與程式碼的顯示之用。
2009年8月在Mac OS X 10.6之後的版本，原先Terminal的預設字體Monaco被更換為Menlo，而Monaco仍為Mac OS X的字體之一。

## 腳注
1. ↑  一套基於Bitstream Vera的無襯線等寬字體。
2. ↑  . Ars Technica. 2011-06-12  [2012-03-28]. （原始内容存档于2012-04-23） （英语）.

## 外部連結
- （英文）Finding the Best Programmer's Font（页面存档备份，存于） (sample（页面存档备份，存于）)
- （英文）Folklore site article on early Apple typography（页面存档备份，存于）